# Juliette Gréco
Marie-Juliette Gréco, conhecida por Juliette Gréco (Montpellier, 7 de fevereiro de 1927 – Ramatuelle, 23 de setembro de 2020) foi uma cantora e atriz francesa.

## Biografia

### Infância e juventude
Filha de mãe oriunda de Bordéus e de pai corso, Juliette Gréco passou os seus primeiros anos de vida, juntamente com a sua irmã mais velha, Charlotte, educada pelos seus avós maternos, em Bordéus. 
Criança muito tímida e reservada, parte com 6 anos de idade, juntamente com a irmã e a mãe, que entretanto se lhes tinha juntado, para Paris, repartindo os seus tempos entre a cidade, o colégio de freiras onde estudava, e as férias na Dordogne numa propriedade da família. É nesta região que, após o início da Segunda Grande Guerra, a mãe de Juliette foi presa pelos nazis  devido à sua actividade na resistência. Algum tempo depois será a vez Juliette, com apenas 16 anos, e a irmã serem também presas pela Gestapo. Ao ser libertada após um mês, fica alojada em casa de uma antiga professora que habita perto do bairro de Saint-Germain-des-Prés, associado à intelectualidade parisiense.
É neste mesmo bairro de Saint-Germain-des-Prés que participou do ambiente de descompressão do pós-guerra, integrando-se rapidamente no grupo de intelectuais e artistas que frequentavam os bares e cabarés do local. Em 1946 (com 19 anos) teve a sua estreia como atriz em uma peça de teatro de Roger Vitrac, Victor ou les enfants au pouvoir. Presença assídua no Le Tabou, inaugurado em 1947, mas rapidamente transformado em um dos cabarés da moda, aí conheceria nomes famosos como Jean-Paul Sartre, Albert Camus, Boris Vian, Jean Cocteau ou Miles Davis. 
Neste ambiente Jean-Paul Sartre lhe ofereceu uma canção de uma das suas peças (cantada pela personagem Inès em Huis clos de 1944), no dia seguinte a um jantar no "Cloche d'or" em Saint-Germain. Juliette seguiu o conselho de Sartre conseguindo que a letra fosse musicada por Joseph Kosma.

### A carreira de artista
Esta canção de Jean-Paul Sartre seria apenas uma do rico reportório cedido por muitos outros amigos e admiradores, e que cantaria na sua primeira apresentação pública em 22 de Junho de 1949, na reabertura do cabaré L’œil de Bœuf (antigo Le Bœuf sur le toit). Desde logo foi um sucesso junto dos frequentadores da vida noturna parisiense, até pela combinação de uma forma de cantar sentida, com um toque sensual realçado pelo vestuário e pelos seus longos cabelos escuros. 
Logo no ano seguinte, a 4 de Junho de 1950, Gréco conquistou o Grande Prémio da Sacem(Associação francesa de cantores e compositores) pela sua interpretação de "Je hais les dimanches" (letra de Charles Aznavour, música de Florence Véran). Apesar de todo este sucesso junto de sectores mais intelectuais, Juliette só viria a ser conhecida pelo grande público quando da participação no filme "Orphée" de Jean Cocteau.
Em 1951 gravou o seu primeiro single com a canção "Je suis comme je suis" escrita por Jacques Prévert e composta por Joseph Kosma, que se tornaria um clássico do seu reportório. Em 1952 saiu em digressão pelo Brasil e Estados Unidos e, após o seu regresso, fez uma digressão também pela França onde a sua forma de cantar e presença em palco atraem muito público. 
O Olympia verá a sua consagração em 1954, ano em que conheceu o seu futuro marido, o actor Philippe Lemaire, durante a rodagem do filme de Jean-Pierre Melville "Quand tu liras cette lettre". O casamento durou pouco mais de um ano, tendo-se o casal divorciado em 1956, pouco após o nascimento da filha Laurence-Marie. É nesta época que conheceu Georges Brassens de quem cantou "Chanson pour l'auvergnat" e Jacques Brel de quem cantou "Le Diable".
A sua carreira progridiu em vários sentidos, a canção, o cinema, o teatro. O seu retorno aos Estados Unidos, e a Nova Iorque em particular, grangeou-lhe uma notoriedade no meio artístico que lhe abriu as portas de Hollywood, onde conheceu o produtor Darryl Zanuck, durante a rodagem do filme The sun also rises de Henry King (1957). Nesta passagem por Hollywood conviveu com nomes como John Huston ou Orson Welles (com quem contracena no filme Drame dans un miroir (1960).
Retornada a França descobriu e divulgou novos talentos, que convida para escreverem algumas das suas canções. É assim que ficaram conhecidos nomes como Serge Gainsbourg("La Javanaise") ou Léo Ferré ("Jolie Môme")*.
Em 1965, alcançou o auge da fama ao desempenhar papéis de primeiro plano nas séries  televisivas Belphégor e Fantôme du Louvre. Apesar disso entrou em uma profunda depressão e efectuou uma tentativa de suicídio. Recuperada, retomou a carreira e em 1966 actuou no TNP (Théâtre National de Paris) na companhia do seu amigo que Georges Brassens, que muito admirava.
Em 1967 casou-se com Michel Piccoli, que seria seu marido até 1977. Ainda em 1967 gravou a sua versão da "La chanson des vieux amants" de Jacques Brel. Em 1968 abriu as sessões das 18:30 no Théâtre de la Ville em Paris, cantando uma das suas mais famosas canções, "Déshabillez-moi", com uma interpretação em que ressaltou o seu lado mais sensual.
Prosseguem as suas digressões pelo país e pelo estrangeiro, nomeadamente pela Alemanha e pelo Japão, sempre com grandes sucessos reforçados por uma notável presença em palco. Em 1989 casou-se com o pianista e orquestrador Gérard Jouannest, que, apresentado por ela, havia trabalhado durante anos com Jacques Brel. 
Em 1999 o governo francês atribuiu-lhe as Insígnias de Oficial da Ordem nacional de Mérito.
Prosseguindo em um intenso ritmo de actuações, foi a Lisboa para cantar em Janeiro de 2001, mas em Maio teve um problema cardíaco durante um concerto em Montpellier. Recuperada retomou as digressões.
Em Fevereiro de 2004, já com 77 anos de idade, obteve um novo êxito no Olympia, onde reencontrou uma vez mais o seu público fiel.
Imparável, lançou em Dezembro de 2006 um novo álbum intitulado Le temps d'une chanson, onde inclui várias canções que cantou ao longo da sua carreira.

### Morte
Morreu em 23 de setembro de 2020 em Ramatuelle, aos 93 anos.

## Obra

### Canções famosas
- "Si tu t'imagines" (1950)
- "Je suis comme je suis" (1951)
- "Les Dames de la poste" (1952)
- "Déshabillez-moi" (1967)

### Discografia

#### Integral
- 2003 - L'Éternel féminin - Integral em 21 CD (Mercury/Universal).

#### Álbuns de estúdio
- 1964 : Gréco chante Mac Orlan (1 CD - Reedição 2001 Mercury/Universal).
- 1967 : La Femme (1 CD - Reedição 1998 Mercury/Universal).
- 1991 : Juliette Gréco chante Maurice Fanon (1 CD - Reedição 2002 Mercury/Universal).
- 1993 : Vivre dans l'avenir (1 CD - Reedição 2002 Universal).
- 1998 : Un jour d'été et quelques nuits (1 CD - Discos Meys).
- 2003 : Aimez-vous les uns les autres ou bien disparaissez... (1 CD - Polydor/Universal).
- 2006 : Le Temps d'une chanson (1 CD - Polydor/Universal).

#### Álbuns ao vivo
- 1992 - Juliette Gréco à l'Olympia (2 CD - Reedição 2004 Mercury/Universal).
- 1999 - Juliette Gréco Odéon 1999 (2 CD - Meys).
- 2004 - Juliette Gréco Olympia 1955 -  Olympia 1966 (1 CD - Mercury/Universal).
- 2004 - Juliette Gréco Olympia 2004 (2 CD - Polydor/Universal).

#### Compilações
- 1990 - Je suis comme je suis (2 CD - Reedição 2002 Mercury/Universal).
- 1991 - Déshabillez-moi (1 CD - Reedição 2003 Mercury/Universal).

### Obra em vídeo
- Juliette Gréco Olympia 2004 (Polydor/Universal - 2004).

### Filmografia
- 1947 : Les Frères Bouquinquant de Louis Daquin.
- 1948 : Aller et retour (Ulysse ou Les mauvaises rencontres) de Alexandre Astruc.
- 1949 : Au royaume des cieux de Julien Duvivier.
- 1950 : Orphée de Jean Cocteau.
- 1950 : Sans laisser d'adresse de Jean-Paul Le Chanois (neste filme Gréco canta La Fiancée du prestidigitateur).
- 1951 : The Green Glove de Rudolph Maté (onde Gréco canta Romance e L’Amour est parti).
- 1951 : Boum sur Paris de Maurice de Canonge.
- 1953 : La Route du bonheur (Saluti e baci) de Maurice Labro e Giorgio Simonelli.
- 1953 : Quand tu liras cette lettre de Jean-Pierre Melville.
- 1955 : Elena et les hommes de Jean Renoir (onde Gréco canta Miarka e Méfiez-vous de Paris).
- 1956 : La Châtelaine du Liban de Richard Pottier (onde Gréco canta Mon cœur n’était pas fait pour ça).
- 1956 : L'Homme et l'Enfant de Raoul André.
- 1957 : Œil pour oeil de André Cayatte (onde Gréco conta C’est de destin qui commande).
- 1957 : The Sun Also Rises de Henry King.
- 1958 : Bonjour tristesse de Otto Preminger (Gréco canta Bonjour tristesse).
- 1958 : The Roots of Heaven de John Huston.
- 1959 : The Naked Earth de Vincent Sherman (aqui Gréco canta Demain il fera jour).
- 1959 : Whirlpool de Lewis Allen.
- 1960 : Crack in the Mirror de Richard Fleischer.
- 1961 : The Big Gamble de Richard Fleischer.
- 1962 : Maléfices de Henri Decoin.
- 1963 : L'Amour à la mer de Guy Gilles
- 1965 : Onkel Toms Hütte de Géza von Radványi (Gréco canta Tant pis, tant pis pour moi).
- 1965 : Belphégor ou le Fantôme du Louvre, folhetim televiso de Claude Barma.
- 1966 : Le Désordre à vingt ans de Jacques Baratier, documentário.
- 1966 : The Night of the Generals de Anatole Litvak.
- 1973 : Far West de Jacques Brel.
- 1975 : Lily, aime-moi de Maurice Dugowson.
- 1996 : Jedermanns Fest de Fritz Lehner.
- 1999 : Lettre à mon frère Guy Gilles de Luc Bernard, documentário (média metragem).
- 2000 : Paris à tout prix de Yves Jeuland, documentário
- 2001 : Belphégor, le fantôme du Louvre

### Teatro
- Victor ou les Enfants au pouvoir de Roger Vitrac, Théâtre de la Gaîté-Montparnasse, 1946.
- Anastasia de Marcelle Maurette, Théâtre Antoine, 1955.
- Bonheur impair et passe de Françoise Sagan, Théâtre Édouard VII, 1964.

### Memórias
- Juliette Gréco, Jujube, Éditions Stock, Paris, 1982, ISBN 2-234-00816-6.

### Biografia
- Françoise Piazza & Bruno Blanckeman, De Juliette à Gréco, Éditions Christian De Bartillat, 1994, ISBN 2-84100-000-1.

### Ensaios
- Michel Grisolia e Françoise Mallet-Joris, Juliette Gréco, Collection Poésie & Chansons, Éditions Seghers, Paris, 1975.
- Régine Deforges com fotos de Irmeli Jung, Juliette Gréco, Edições Imprimerie Nationale, Paris, 1990.